# 灣流航太
灣流航太公司（英語：Gulfstream Aerospace Corporation）是製造商務噴射機的飛機製造廠，於1958年成立，總生產廠為於美國喬治亞州薩凡納市，為通用動力的子公司。

## 歷史
灣流這個品牌，是由格魯門公司所設計渦輪螺旋槳飛機——格魯門灣流I（Gulfstream I，常簡稱為「GI」）開始。灣流I型在1958年8月14日試飛成功，為相當成功的渦輪螺旋槳商務機。之後，格魯門工程師將灣流I型改良成雙噴射發動機的版本，命名為格魯門灣流II（常簡稱為「GII」）。
灣流由格魯門的一個飛機型號，經過數次分割及重組。1999年，通用動力公司收購灣流生產線，正式成立專門生產商務噴射機的灣流航太公司。2001年，灣流航太公司收購以色列飛機工業（Israeli Aircraft Industries, IAI）旗下的合資企業——銀河航太（Galaxy Aerospace），及其生產的「Astra」及「Galaxy」兩型商務噴射機，重新分別命名為「灣流G100」及「灣流G200」，構成灣流噴射機系列。

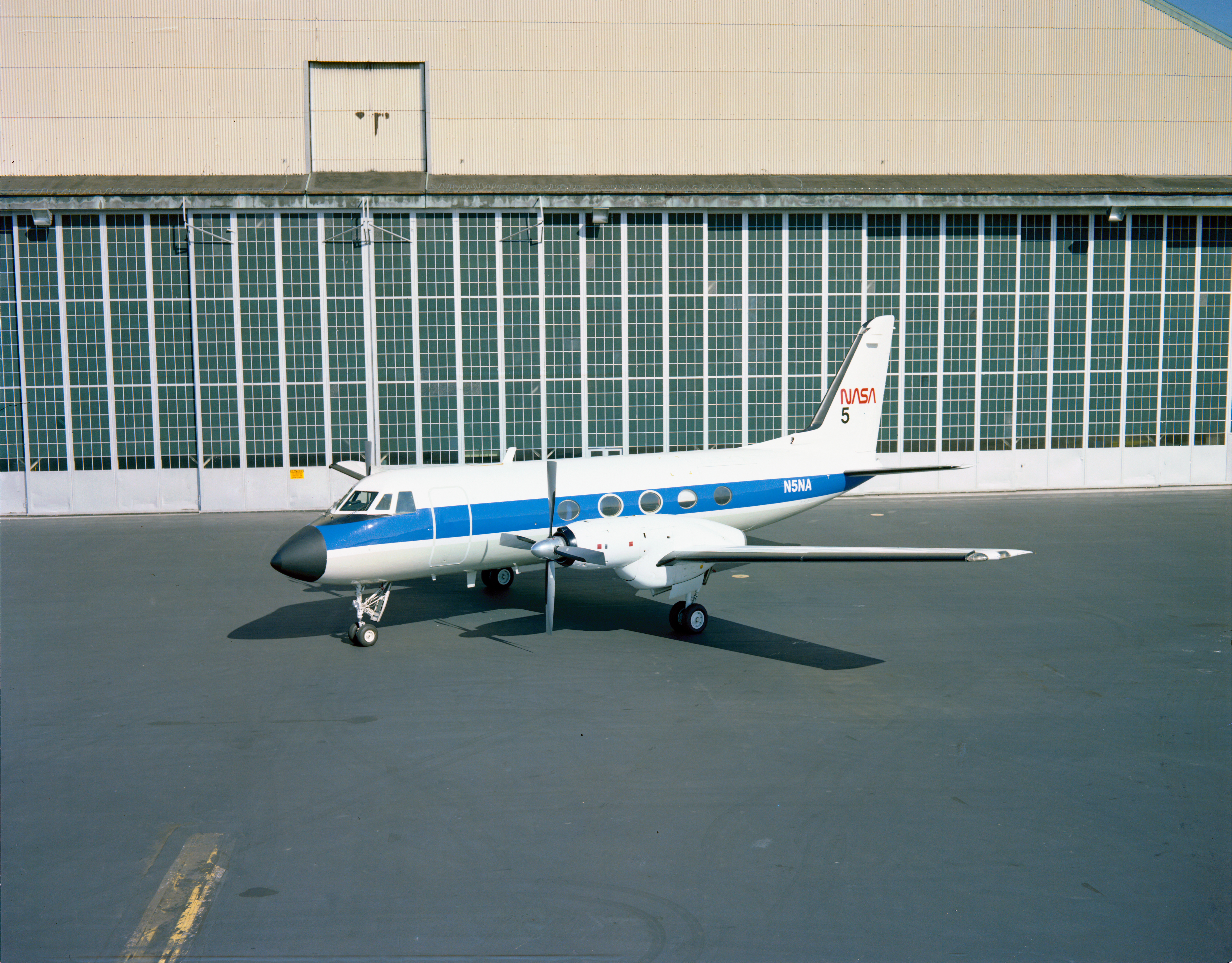
格魯門灣流I
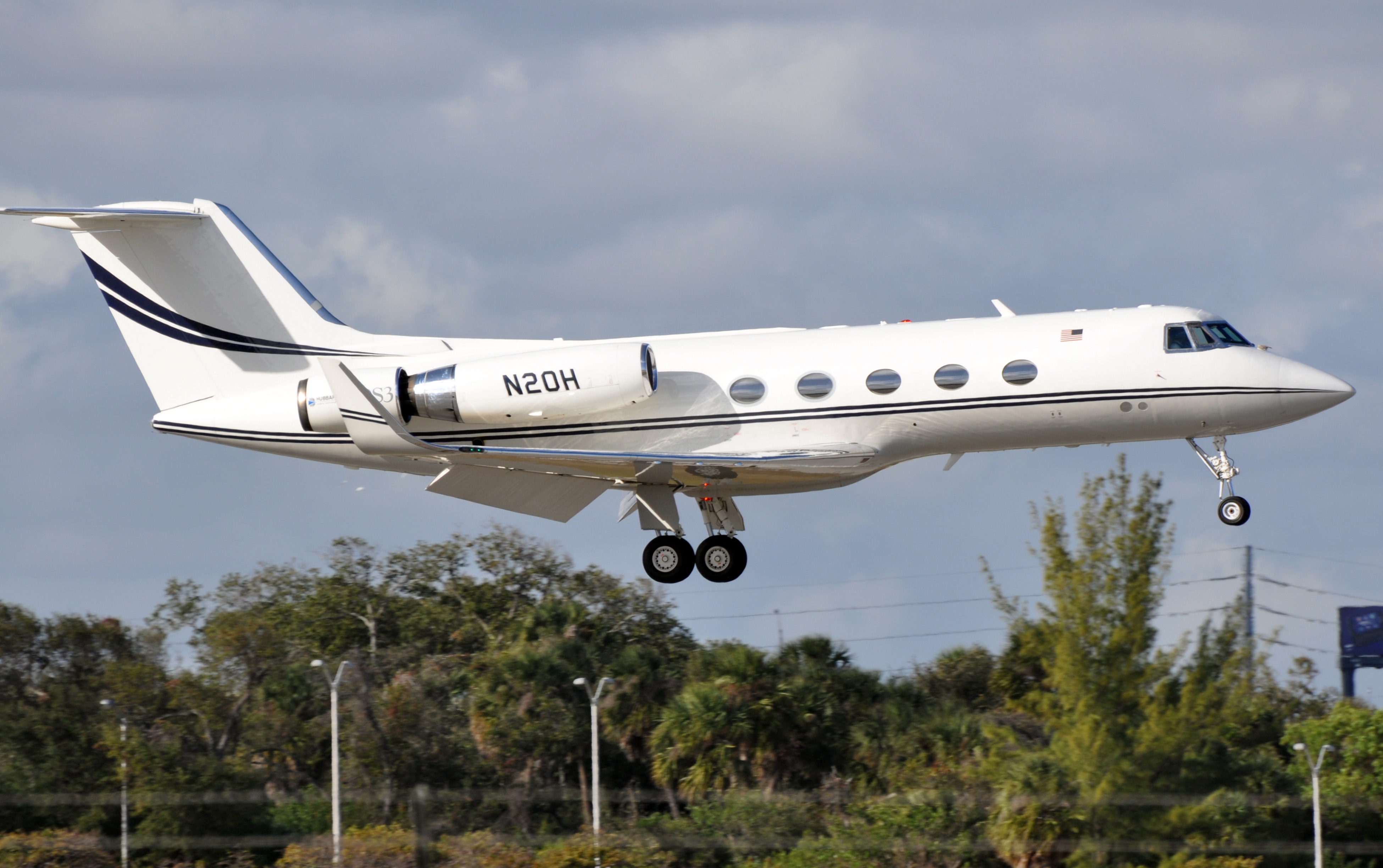
格魯門灣流II
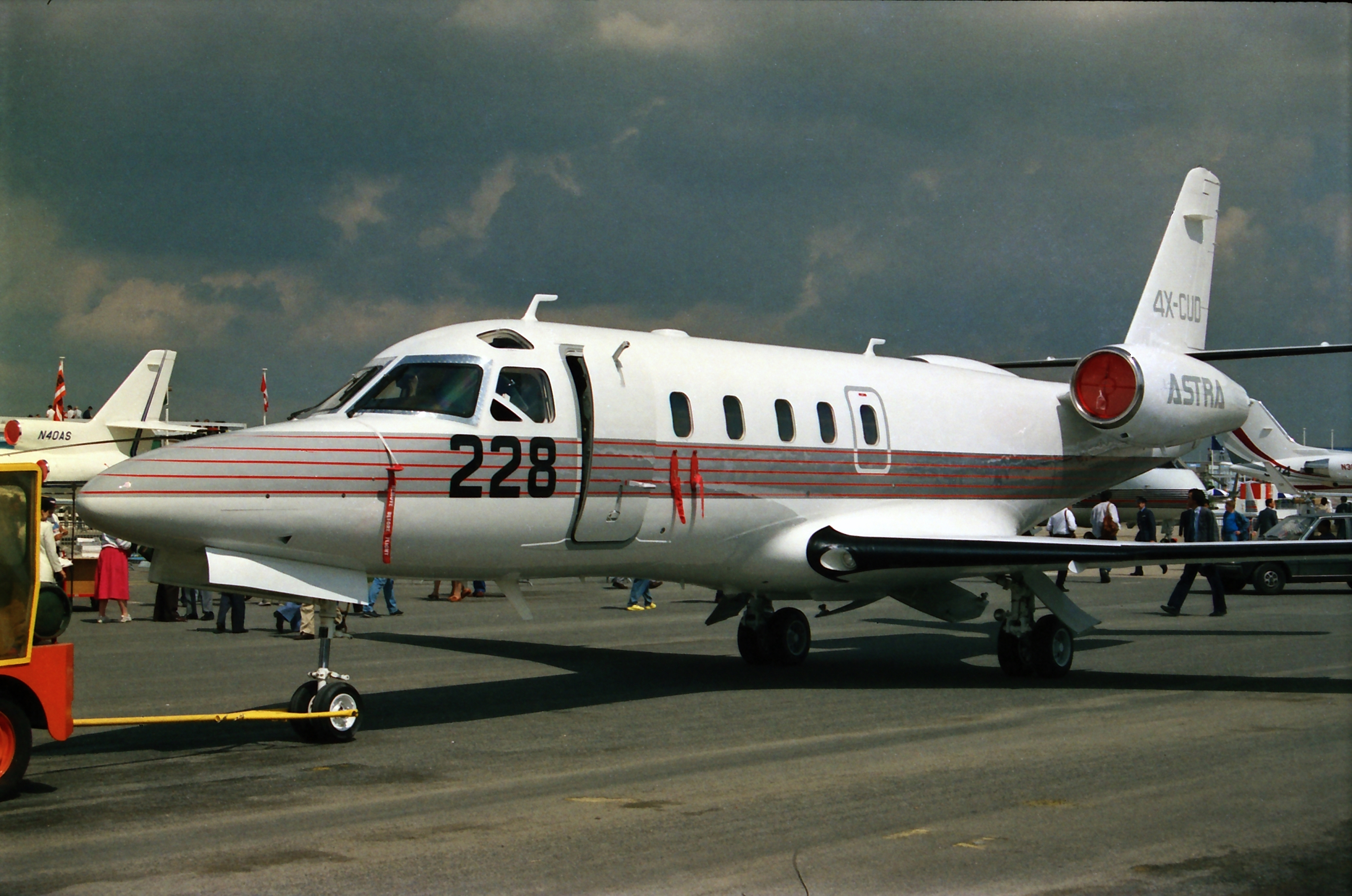
IAI Astra

## 譜系
在使用目前機型編號之前，灣流噴射機曾使用II、III、IV、V這般羅馬數字編號。在收購以色列飛機工業所屬的兩型商務噴射機後，灣流航太於2002年9月9日發表新的噴射機編號原則，將旗下機種使用G100、G200、G300、G400、G550這般阿拉伯數字編號。
停產機型
- 格魯門灣流II（英语：Grumman Gulfstream II）
- 灣流美國Hustler（英语：Gulfstream American Hustler）
- 灣流III
- 灣流Peregrine600（英语：Gulfstream Peregrine 600）
- 灣流Peregrine（英语：Gulfstream Peregrine）
- 灣流G100（以色列飛機工業阿斯特拉）/灣流G150
- 灣流IV/灣流G400/灣流G300/灣流G450/灣流G350
- 灣流V/灣流G550/灣流G500
- 灣流G200（以色列飛機工業銀河）

在產機型
- 灣流G280（灣流G250）
- 灣流G650/灣流G650ER/灣流G700/灣流G800
- 灣流G500（GVII-G500） /灣流G600/灣流G400（GVII-G400）

## 图集

### 飛機

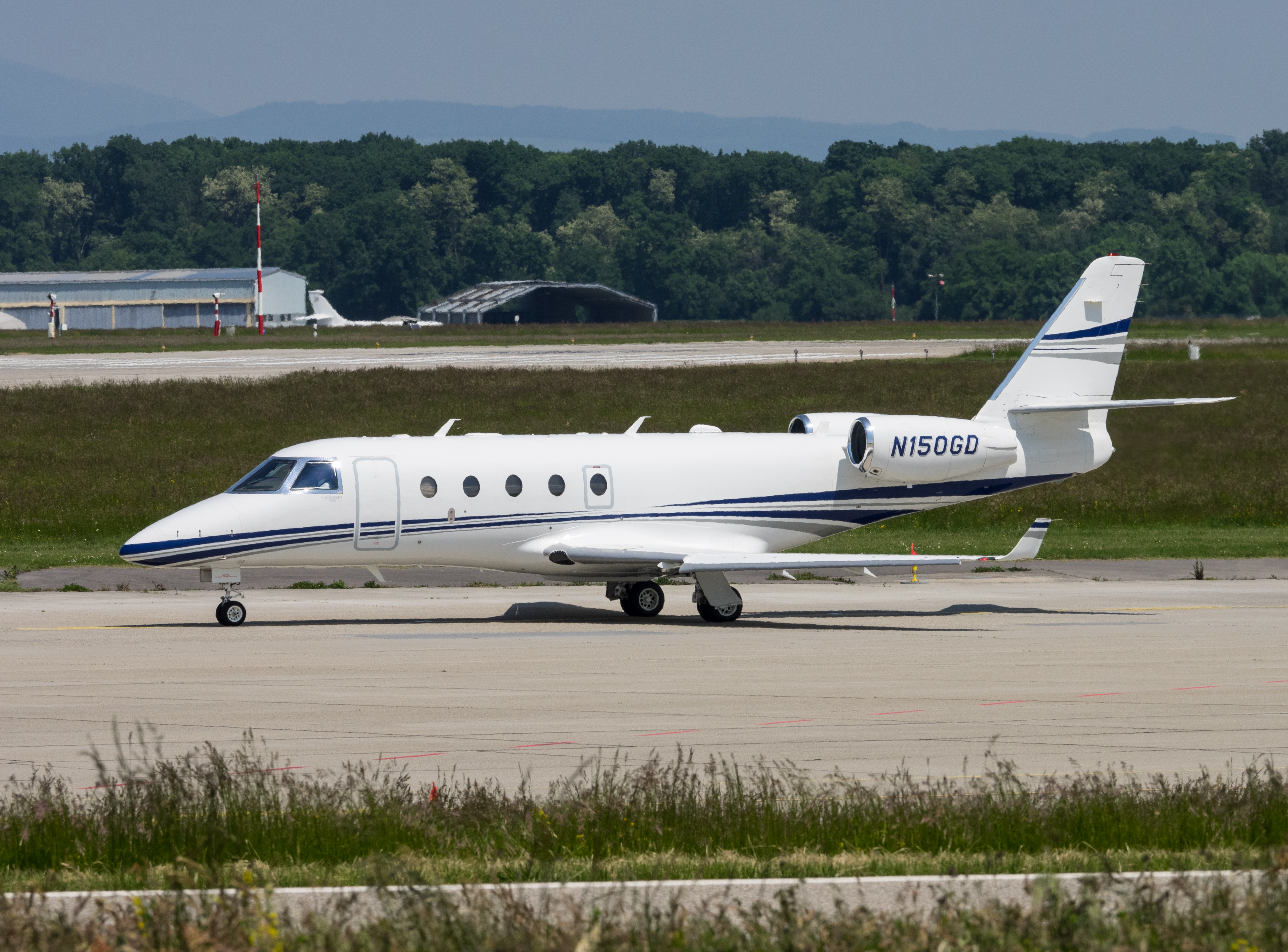
灣流G150
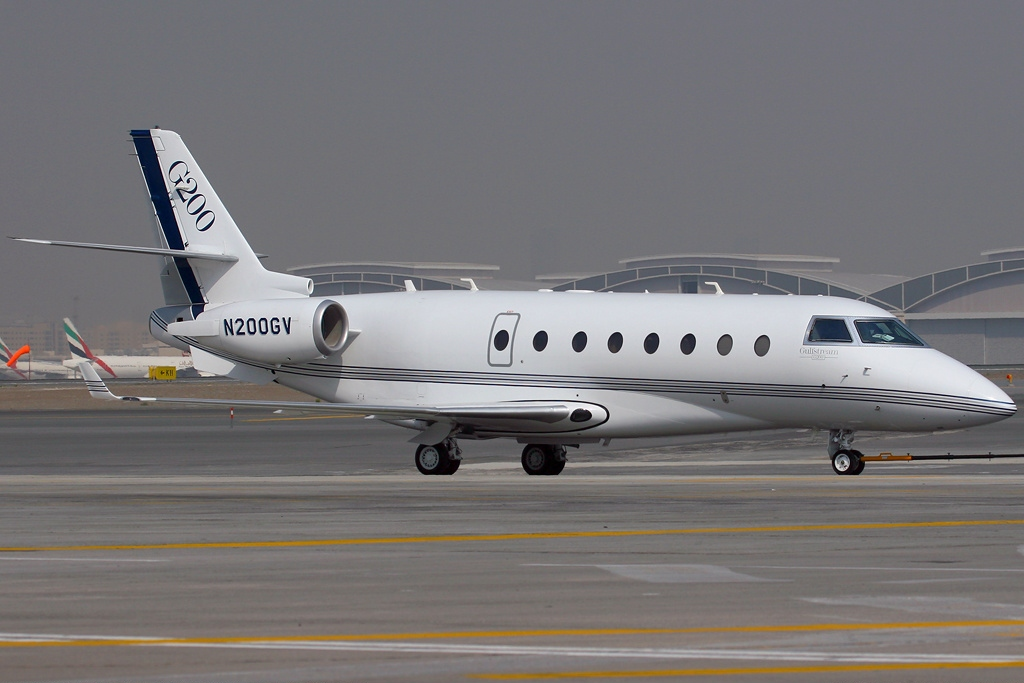
灣流G200
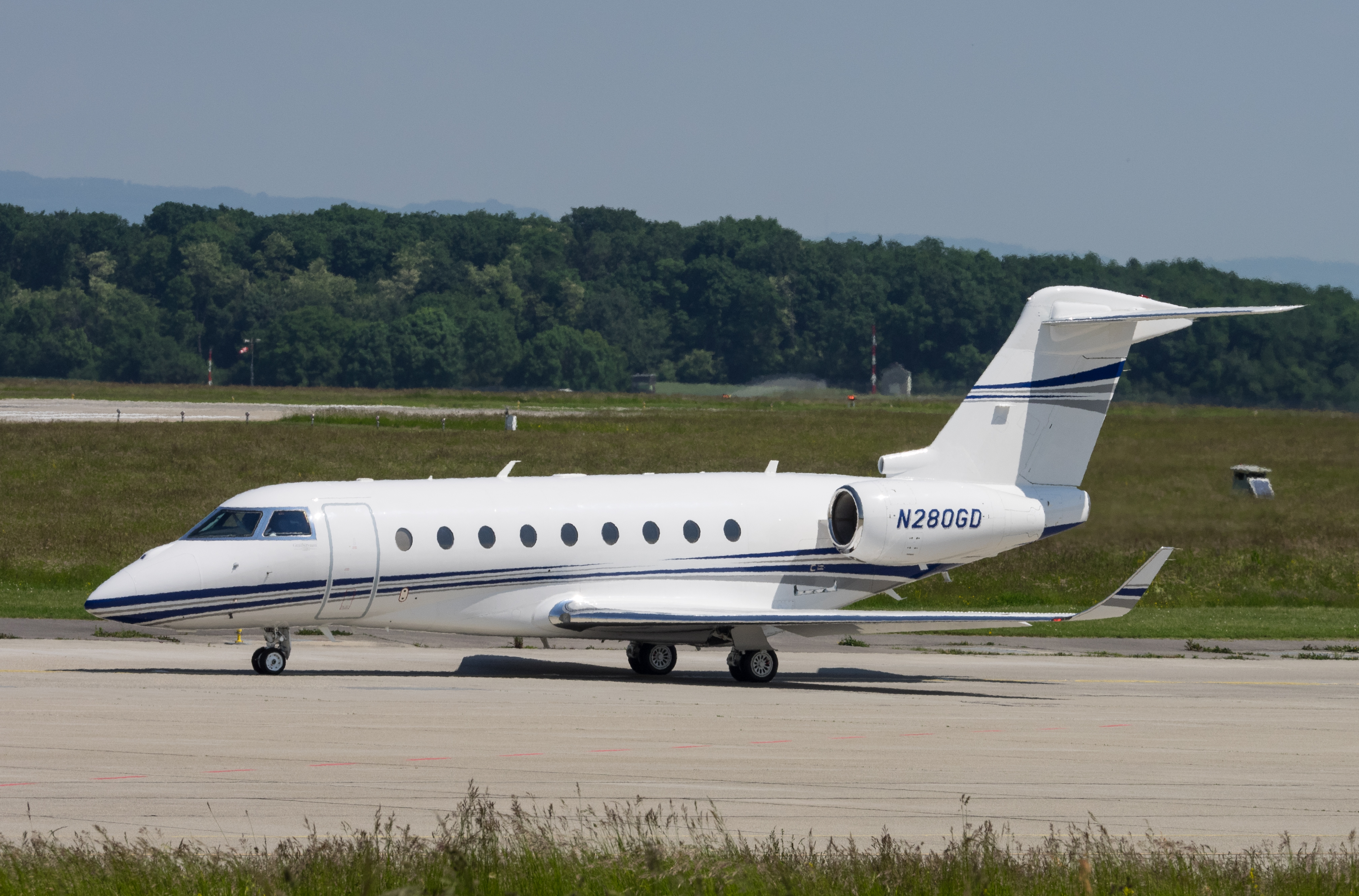
灣流G280
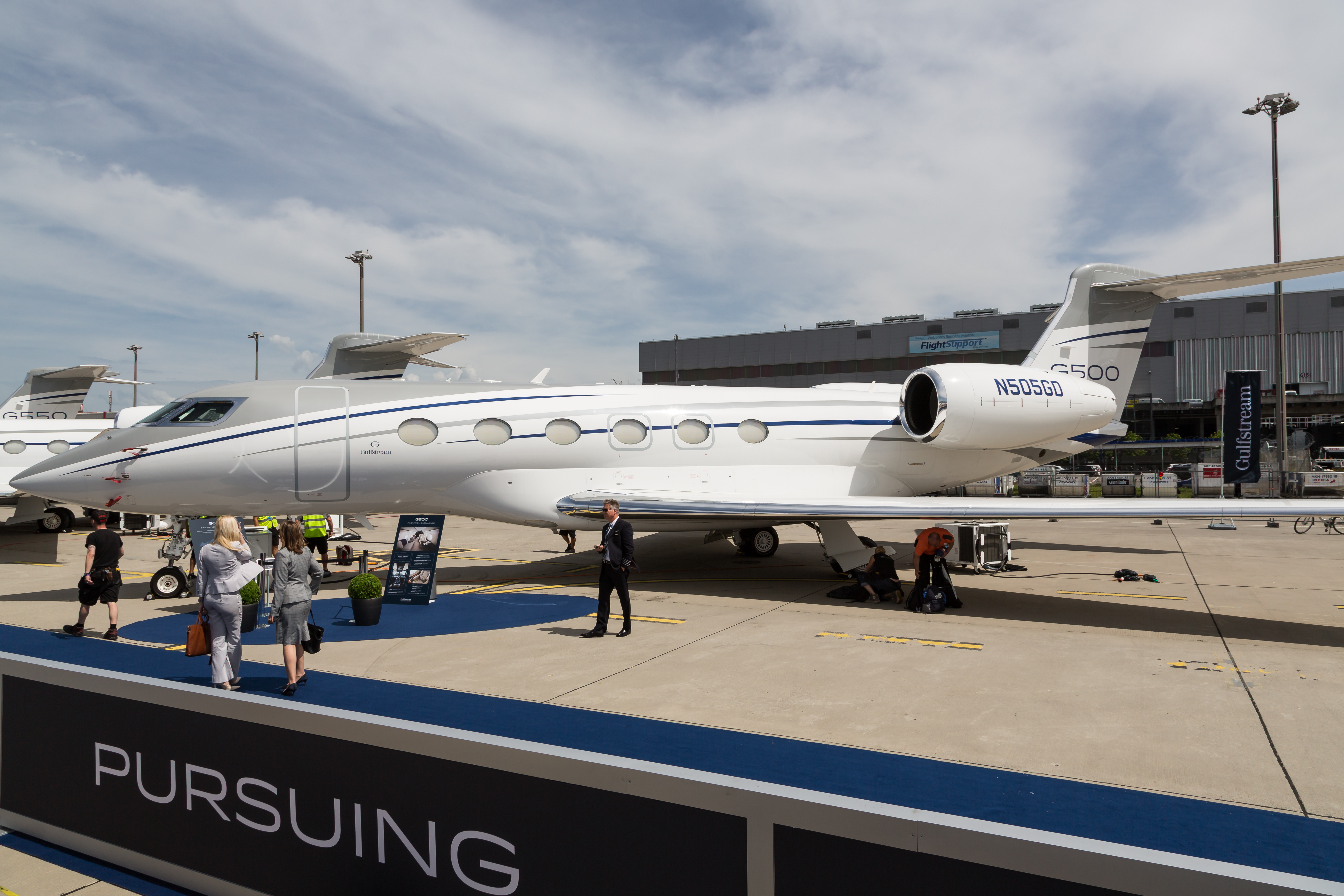
灣流G500（GVII-G500）
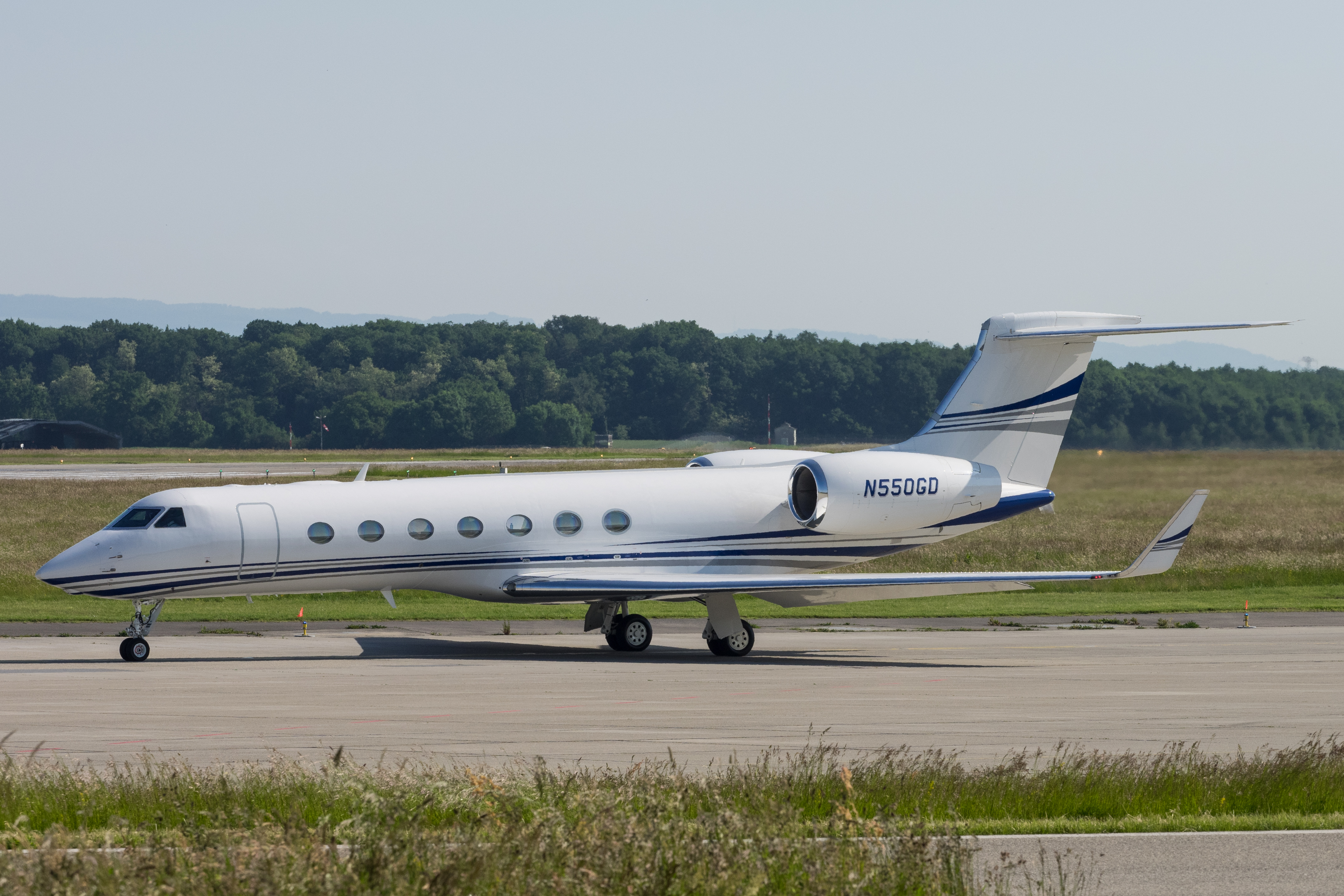
灣流G550
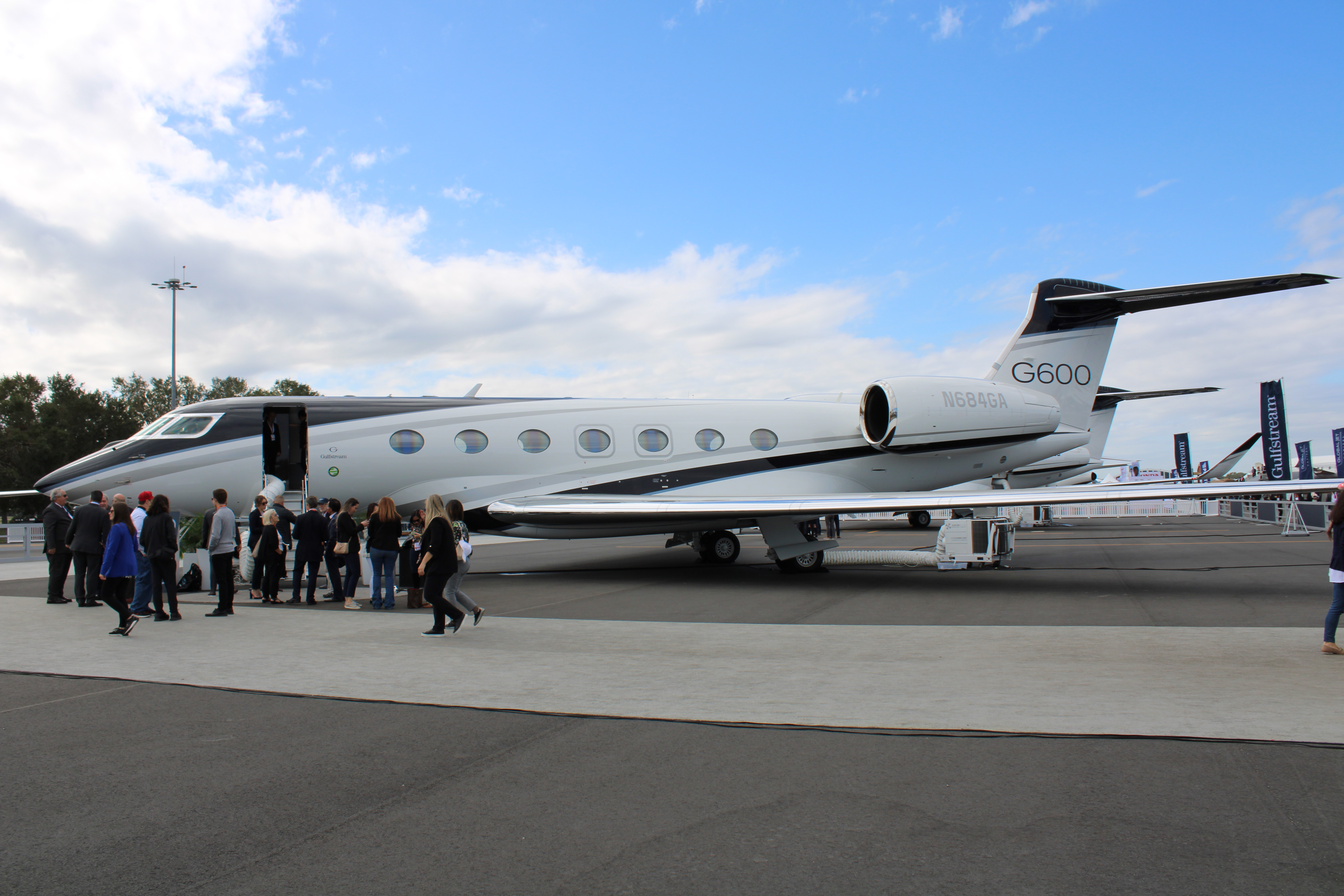
灣流G600
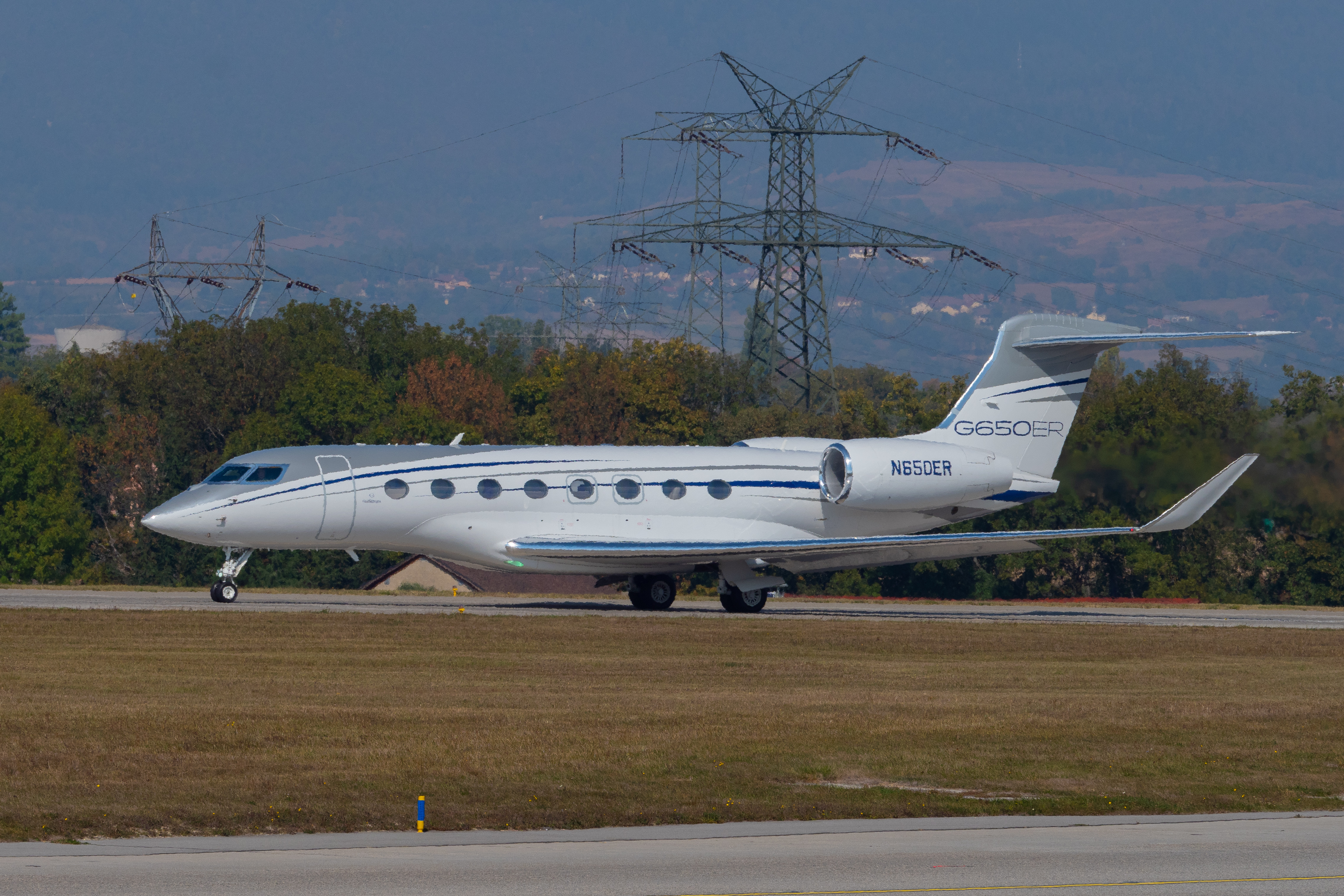
灣流G650ER
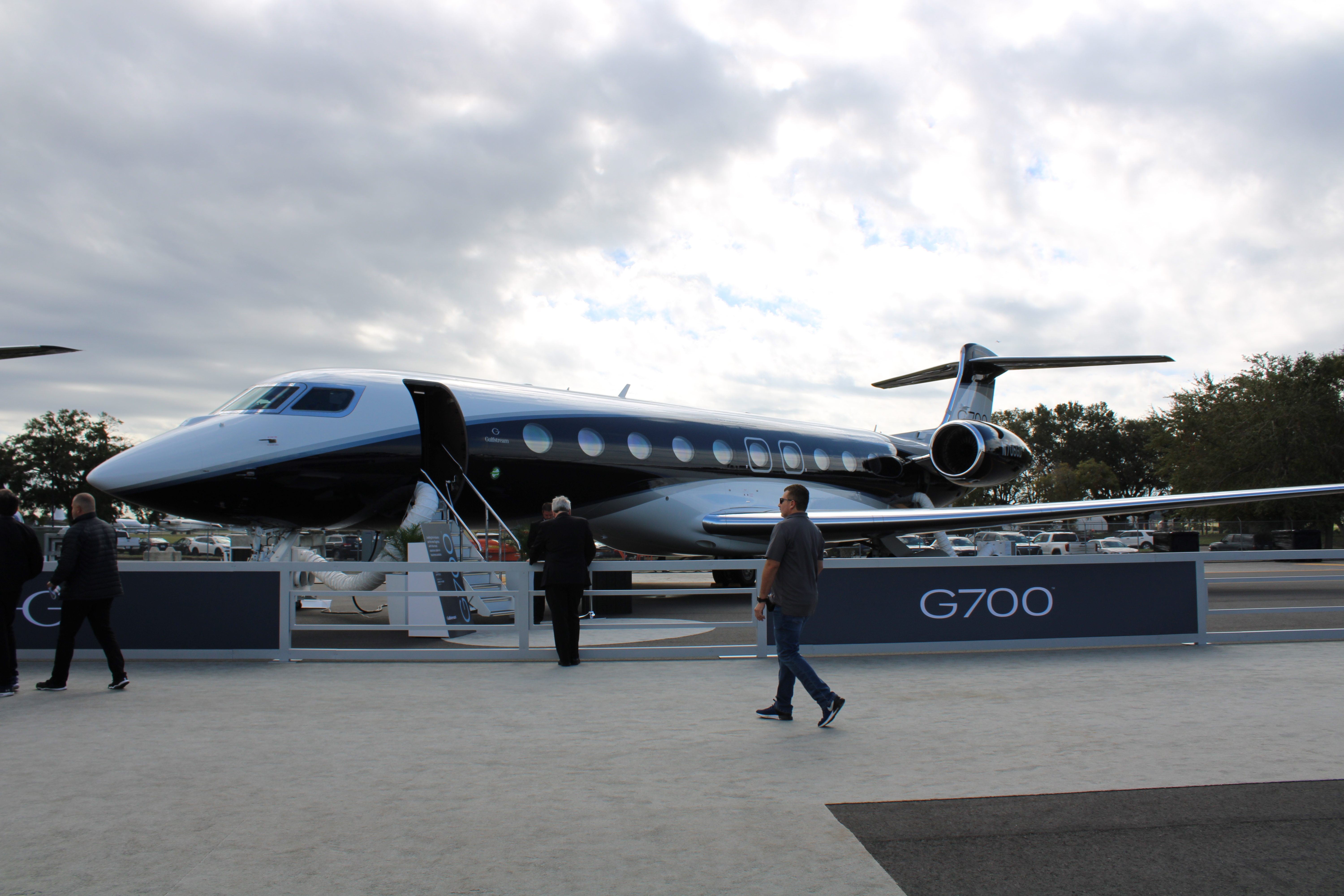
灣流G700
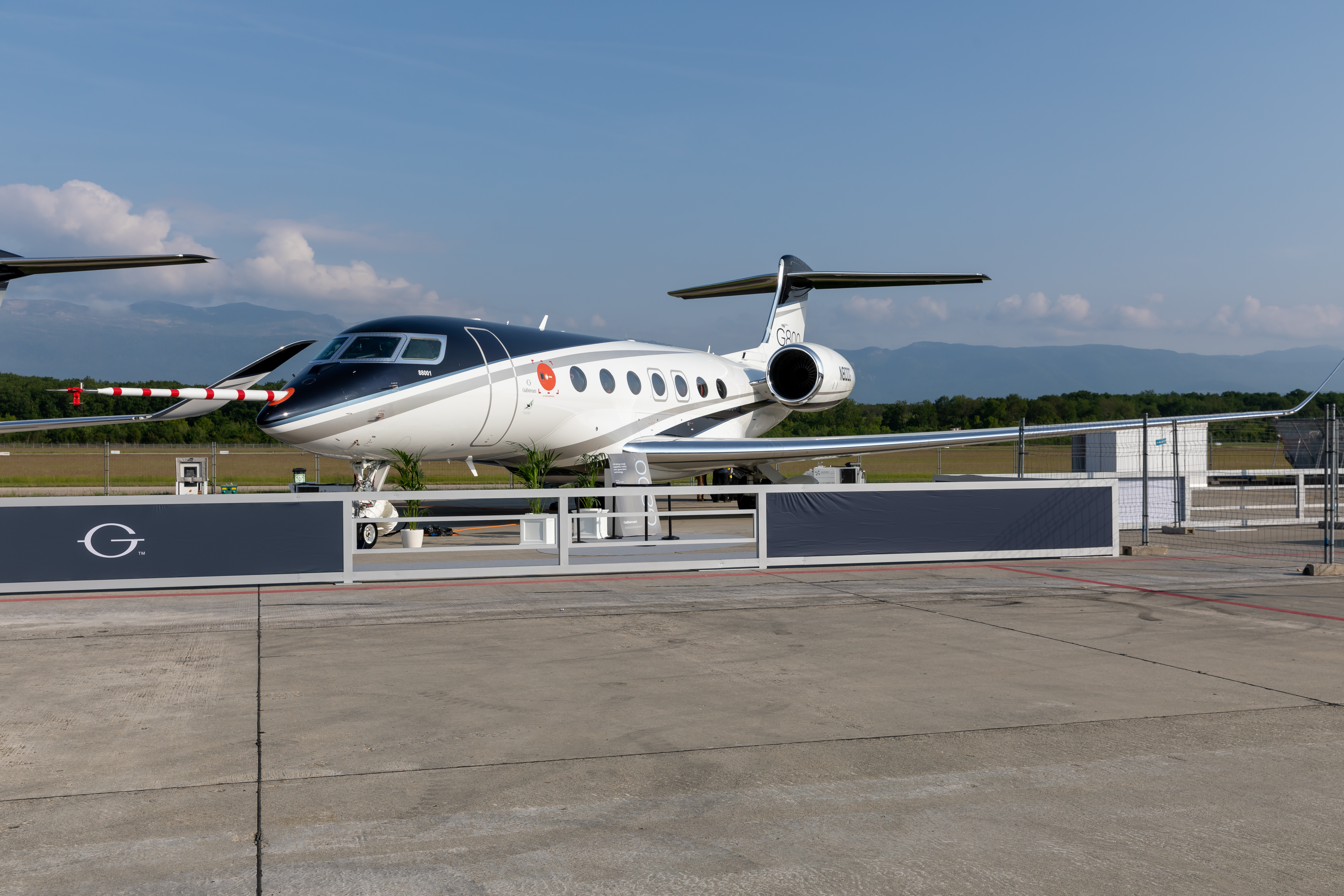
灣流G800

### 機庫

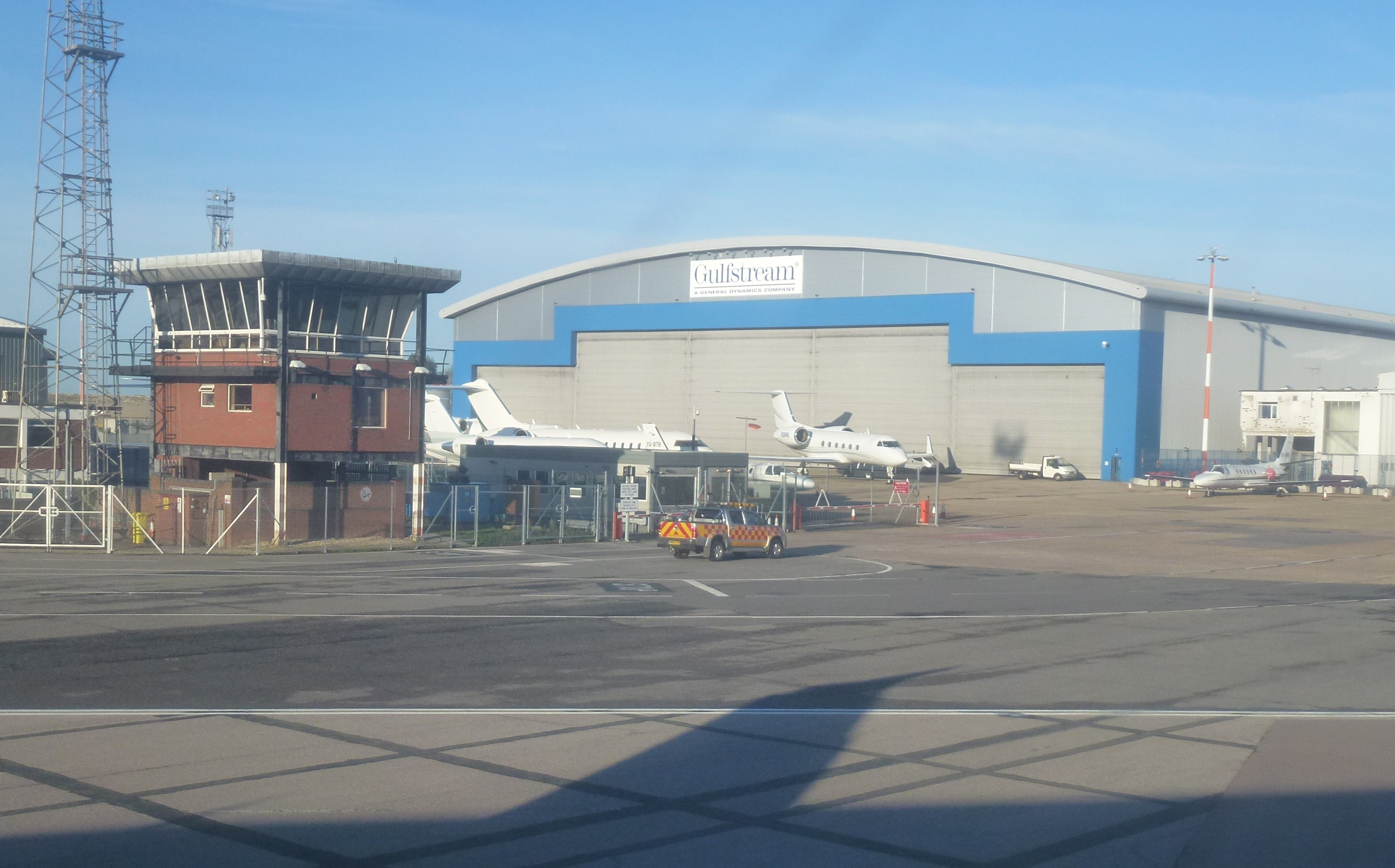
英國倫敦盧頓機場的灣流機庫
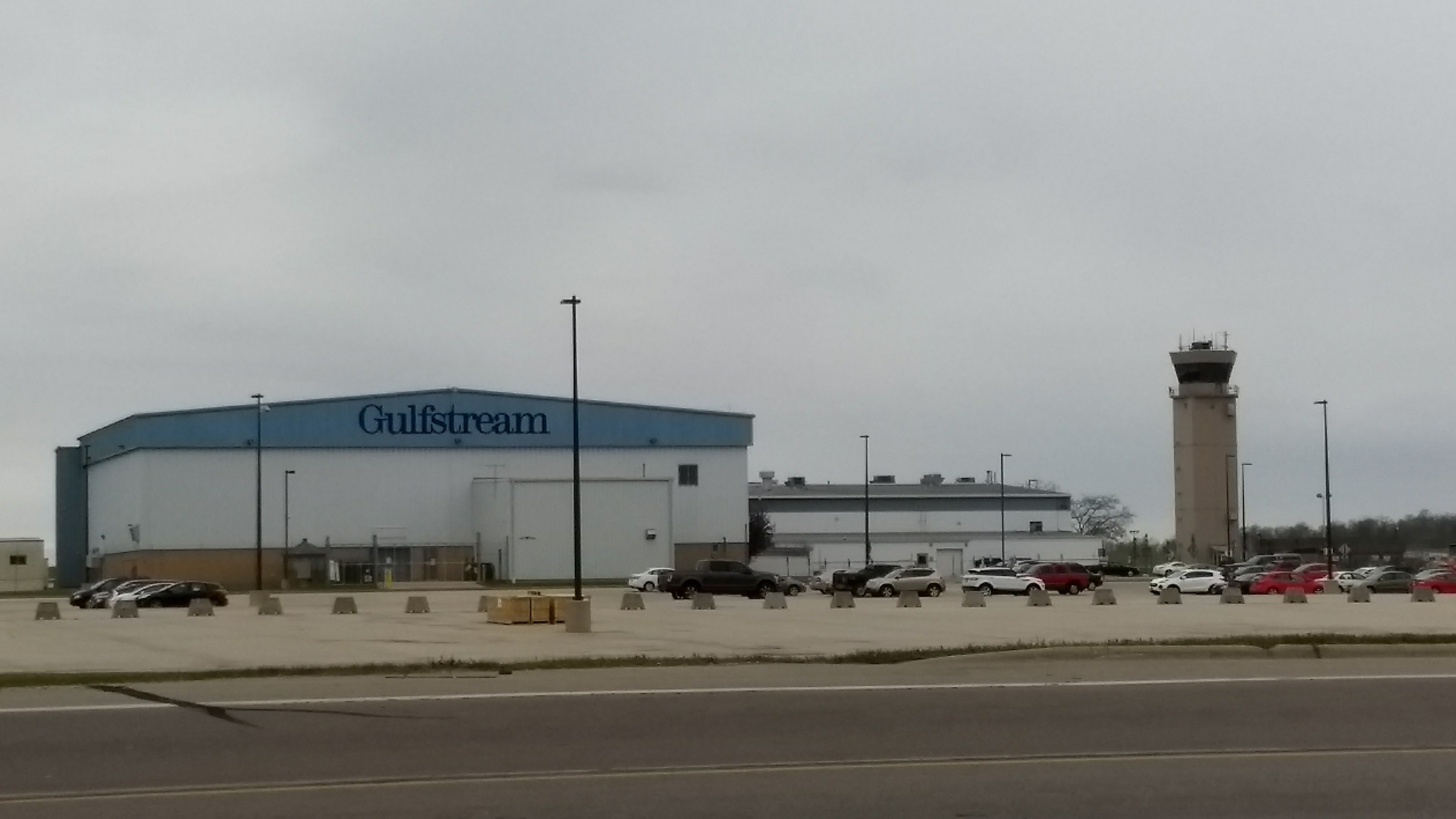
美國威斯康星州阿普爾頓國際機場（英语：Appleton International Airport）的灣流機庫
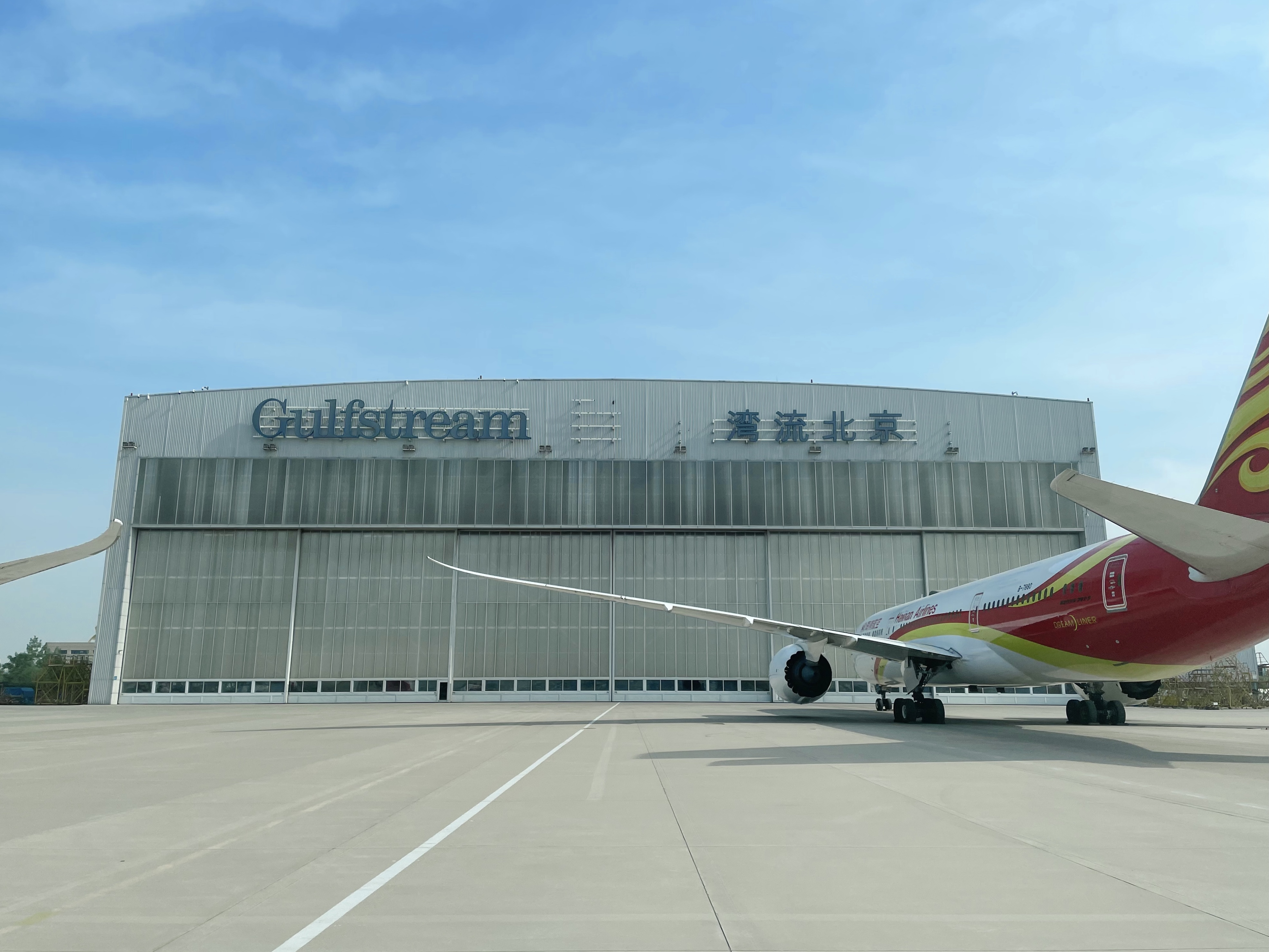
中國北京首都國際機場的灣流機庫